# Niels Lassen
Niels Kjeldgaard Poulsen Lassen, född 2 januari 1848, död 21 februari 1923, var en dansk ämbetsman.
Lassen blev juris doktor 1875 med avhandlingen Villjen som Forpliktelsegrund 1874), assessor i Köpenhamns Kriminalret 1879, assessor i Landsoverretten 1890 och i Højesteret 1897. Åren 1909-15 var han justitiarius i Højesteret. Han satt ordförande i köpelagskommissionen 1901 och i riksrätten mot Jens Christian Christensen och Sigurd Berg 1910.
Lassen var 1888-1917 medredaktör för "Tidsskrift for Retsvidenskab", där han offentliggjorde ett stort antal viktiga uppsatser, bland annat om skadeståndsskyldighetens omfattning. Han skrev även straffrättsliga arbeten som Dokumentfalsk (1873), Afpresning (1883) och Begrebet efterfølgende Meddelagtighed (1886).